# 유신 (엄향후)
유신(劉信, ? ~ 7년)은 전한 말기의 제후이다. 동평양왕의 아들이자 동평왕 유개명의 동생으로, 아들 유광은 유개명 사후 왕위를 이어받았다.

## 행적
건평 2년(기원전 5년), 엄향후(嚴鄕侯)에 봉해졌다.
엄향후 신 4년(기원전 2년), 동평양왕의 죄에 연좌되어 작위가 박탈되었으나, 원시 원년(1년)에 다시 봉해졌다.
거섭 2년(7년), 반란을 일으킨 동군태수 적의에게 천자로 추대되었고, 동생 유황과 함께 이에 호응하여 거병하였으나, 진압되어 일족이 주멸되었다.

## 출전
- 반고, 《한서》 권15하 왕자후표 下·권84 적방진전